# The Gay Lord Quex

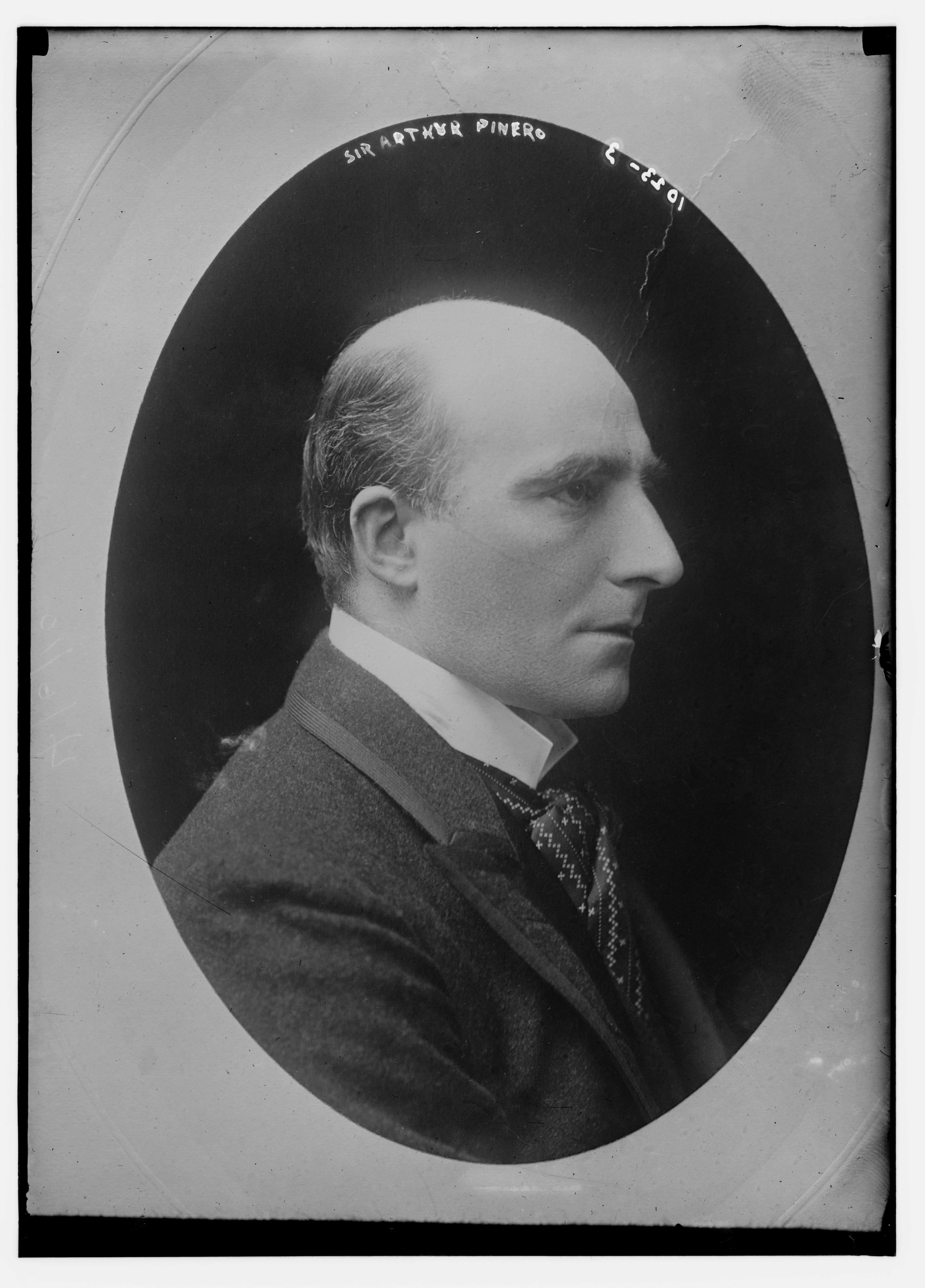
Arthur Pinero

The Gay Lord Quex é uma comédia de 1899, criado pelo dramaturgo britânico Arthur Wing Pinero.
Um aristocrata recém-contratado tenta demonstrar sua fidelidade à sua noiva, enquanto um de seus amigos tenta instá-lo a ser infiel.

## Adaptação
Em 1917, a peça foi adaptada em um filme mudo The Gay Lord Quex, dirigido por Maurice Elvey.